# Alfred Bramsen
Alfred Bramsen, född den 4 oktober 1851 i Köpenhamn, död den 21 maj 1932, var en dansk tandläkare. Han var far till Henry Bramsen.
Bramsen blev student 1868 och avlade året efter dansk tandläkarexamen, studerede därefter medicin och odontologi vid Missouri Dental College och Saint Louis Medical College i Amerika (Dr. chir. dent. 1871). Han praktiserade i Köpenhamn från 1872. Under en sjukdom påbörjade han, påverkad av  Ivan Petrovitj Pavlov och Horace Fletcher, att studera näringsfysiologi och började snart utsända skrifter inom detta område. Bramsen utvecklade i det hela en mycket betydande verksamhet som populär-hygienisk författare (Vore Børns Tænder, 1887; Tændernes Bevaring, 1890; Vegetarismen, 1903; Kunsten at blive gammel, 1904; Kunsten at spise, 1906; Det ny Menneske, 1906; Livets Manna, 1907). Mest betydande är Angst og Sygdom, Alkoholtrang (1910) och Den virkelige Fare (om cancer, 1911). Härtill sluter sig Børneflokkens Begrænsning (1912). Bramsen var tillika känd som samlare av samtida dansk målarkonst och skrev en del om konst: Kunst og Dilettantisme (1897); Racen, Kulturen, Kunsten i Ord och Bild (1901). Han ägde en betydande samling av målaren Vilhelm Hammershøis arbeten. Om nämnde konstnär skrev Bramsen  Vilhelm Hammershøis Arbejder (1900) och en monografi i Zeitschrift für bildende Kunst (1905).